# Gerrit Solleveld
Gerrit Solleveld (De Lier, Westland, 8 de juny de 1961) és un ciclista neerlandès, ja retirat, que fou professional entre 1984 i 1992. En el seu palmarès destaquen dues victòries d'etapa al Tour de França, el 1985 i 1990, la general de la Classificació dels esprints intermedis del Tour de França de 1986 i la Gant-Wevelgem de 1989. Com a ciclista amateur guanyà el Campionat del món amateur de contrarellotge per equips de 1982.

## Palmarès
- 1982
  -  Campió del món amateur de 100 km CRE (amb Frits van Bindsbergen, Maarten Ducrot i Gerard Schipper)
  - 1r a l'Olympia's Tour i vencedor de 2 etapes
- 1983
  -  Campió dels Països Baixos de ciclisme en ruta amateur
- 1984
  - 1r al Premi de Zele
- 1985
  - 1r a Profronde van Surhuisterveen
  - Vencedor d'una etapa al Tour de França
  - Vencedor d'una etapa del Tour del Mediterrani
  - Vencedor d'una etapa de la Volta a Suècia
- 1986
  - 1r al Premi de Steenwijk
  - 1r a Profronde van Pijnacker
  - 1r a la Ronde van Midden-Zeeland
  -  Vencedor de la Classificació dels esprints intermedis del Tour de França
- 1987
  - 1r al Tour del Mediterrani i vencedor d'una etapa
- 1988
  - 1r a la Profronde van Wateringen
  - 1r al Gran Premi Libération
- 1989
  - 1r a la Gant-Wevelgem
  - Vencedor d'una etapa de la Volta a la Comunitat Valenciana
- 1990
  - 1r a l'Acht van Chaam
  - 1r a la Ronde van Midden-Zeeland
  - Vencedor d'una etapa al Tour de França
- 1991
  - 1r al Critèrium de Noordwijk-aan-zee (derny)

### Resultats al Tour de França
- 1985. 110è de la classificació general. Vencedor d'una etapa
- 1986. 101è de la classificació general.  1r de la Classificació dels esprints intermedis
- 1987. 127è de la classificació general
- 1988. 132è de la classificació general
- 1989. 107è de la classificació general
- 1990. 117è de la classificació general. Vencedor d'una etapa
- 1991. 133è de la classificació general

### Resultats a la Volta a Espanya
- 1992. 137è de la classificació general